# Åsens naturskog
Åsens naturskog är ett naturreservat i Sundsvalls kommun i Västernorrlands län.
Området är naturskyddat sedan 1998 och är 134 hektar stort. Reservatet består av en barrblandskog med inslag av lövträd.